# ルノー・RE50
ルノー・RE50 (Renault RE50) は、ルノー・スポールが1984年のF1世界選手権に投入したフォーミュラ1カー。フェラーリから移籍したパトリック・タンベイと、トールマンでの3シーズンを過ごしたデレック・ワーウィックがドライブした。2位が3回と3位が2回という成績であったが、1978年のRS01以来ファクトリーチームが初めて1勝も挙げられないシーズンとなった。

## 開発
RE50は、フェラーリで2勝の経験があるタンベイと実力を持つワーウィックが、前シーズンプロストが4勝を挙げたRE40の発展型をドライブすると言うことで期待された。果たして車は速かったものの、いくつかの問題を抱えチームもドライバーもそれを克服できなかった。ルノー・EF4エンジンは800 bhp (597 kW; 811 PS)を発揮したが、ドライバーが2、3位に挑戦するには燃料消費が多すぎた。この問題はルノーエンジンを使用するロータス・95T（元リジェのデザイナーであり、1984年にロータスに加入したジェラール・ドゥカルージュが設計した）と言った他の車と同じ問題であった。1984年のF1マシンは燃料搭載量が220リッターに制限され、再給油も禁止されていたため、ルノーは新たな燃料モニタリング装置を搭載したにもかかわらず、この問題を克服することはできなかった。もう一つの大きな問題は、従来のアルミニウムよりも強度が高いカーボンファイバーで作られていたにもかかわらず、モノコックが壊れやすかったということであった。この脆弱性によりワーウィックはディジョンとモナコでのクラッシュで脚を負傷し、タンベイはモナコの第1コーナーでクラッシュしたワーウィック車に突っ込み左脚を負傷した。両名ともカーボン製のモノコックを突き抜けたサスペンションアームによって脚を負傷することとなった。

## レース戦績
タンベイとワーウィック（加えてテストドライバーのフィリップ・ストレイフがシーズン終盤のポルトガルでドライブした。）が獲得した34ポイントで、ルノーはコンストラクターズランキング5位となった。ワーウィックは23ポイント（2位2回、3位2回、4位1回）、タンベイは11ポイント（2位1回、5位2回、6位1回）を獲得し、両名ともファステストラップを1回獲得している。タンベイはフランスで84年シーズンチームにとって唯一のポールポジションを獲得した。彼はこのレースでトップを48周走行し、マクラーレンのニキ・ラウダに次ぐ2位を獲得した（ラウダはこの年、チームメイトのプロストを0.5ポイント差で抑えタイトルを獲得した。）。これはまた、第1期ルノーのターボエンジンにとって最後のポールポジションであった。
1985年にチームはRE50に代えてRE60を投入した。

## F1における全成績
(key) （太字はポールポジション）
| 年     | チーム                  | エンジン                       | タイヤ | ドライバー             | 1   | 2   | 3   | 4   | 5   | 6   | 7   | 8   | 9   | 10  | 11  | 12  | 13  | 14  | 15  | 16  | ポイント | 順位 |
| ------ | ----------------------- | ------------------------------ | ------ | ---------------------- | --- | --- | --- | --- | --- | --- | --- | --- | --- | --- | --- | --- | --- | --- | --- | --- | -------- | ---- |
| 1984年 | エキップ・ルノー エルフ | ルノー・ゴルディーニ EF4 V6 tc | M      |                        | BRA | RSA | BEL | SMR | FRA | MON | CAN | DET | USA | GBR | GER | AUT | NED | ITA | EUR | POR | 34       | 5位  |
| 1984年 | エキップ・ルノー エルフ | ルノー・ゴルディーニ EF4 V6 tc | M      | パトリック・タンベイ   | 5   | Ret | 7   | Ret | 2   | Ret | DNS | Ret | Ret | 8   | 5   | Ret | 6   | Ret | Ret | 7   | 34       | 5位  |
| 1984年 | エキップ・ルノー エルフ | ルノー・ゴルディーニ EF4 V6 tc | M      | デレック・ワーウィック | Ret | 3   | 2   | 4   | Ret | Ret | Ret | Ret | Ret | 2   | 3   | Ret | Ret | Ret | 11  | Ret | 34       | 5位  |
| 1984年 | エキップ・ルノー エルフ | ルノー・ゴルディーニ EF4 V6 tc | M      | フィリップ・ストレイフ |     |     |     |     |     |     |     |     |     |     |     |     |     |     |     | Ret | 34       | 5位  |

## 参照
1. ↑  Michel Têtu 1/2 – Les inédits de «Pilote et Gentleman» Classic Courses 2022年1月1日
2. ↑  “STATS F1 ･ Renault RE50”.   Statsf1.com. 2010年8月23日閲覧。